# آگوا د آنیک
آگوا د آنیک (Agua de Annique) پروژهٔ سولوی آننه‌که ون گیسبرگن، وکالیست سابق د گدرینگ است.

## اعضا
- آنکه فان خیرس‌برخن Anneke van Giersbergen - خواننده، پیانو، گیتار
- یوریس دیرکس Joris Dirks - گیتار، وکال
- ژاک ده هارد Jacques de Haard - بیس
- روب اسنَیدرس Rob Snijders - درام

## آلبوم‌ها
- Air - 2007 (هوا)
- Pure Air - 2009 (هوای محض)